# Onze-Lieve-Vrouw Boodschapkerk (Meuzegem)

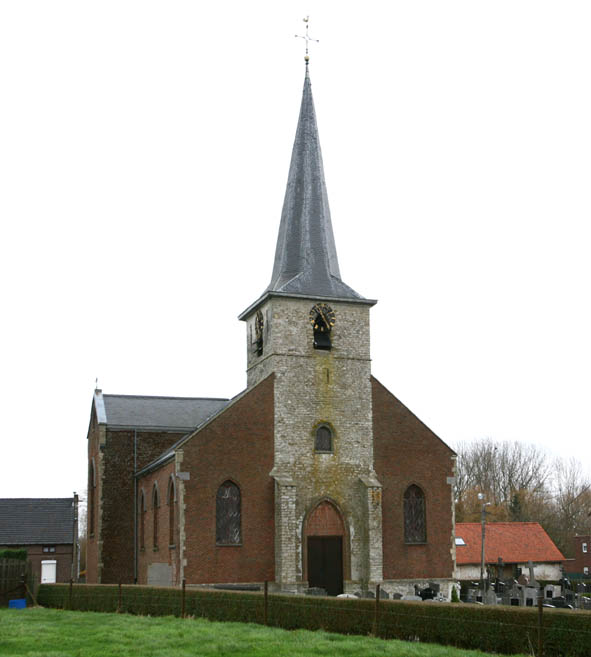
Onze-Lieve-Vrouw Boodschapkerk

De Onze-Lieve-Vrouw Boodschapkerk is de parochiekerk van de tot de Vlaams-Brabantse gemeente Meise behorende plaats Meuzegem, gelegen aan de Meusegemstraat 70.

## Geschiedenis
Vanaf 1112 vormde Meuzegem samen met Imde één parochie, waarvan het patronaatsrecht berustte bij de Abdij van Dielegem. Er bestond een 13e-eeuws romaans kerkgebouw dat in 1860 echter voor een groot deel gesloopt werd toen de kerk werd vergroot naar ontwerp van Louis Spaak. Daarbij werden de zijbeuken verbreed, het dak werd verhoogd en een nieuw transept en koor werden gebouwd. Dit alles geschiedde met ter plaatse vervaardigde bakstenen. De kalkzandsteen was afkomstig van de gesloopte kerk. Wel bleef de 13e-eeuwse toren bewaard en inwendig ook een spitsboogarcade van omstreeks 1600. In 1863 werd de nieuwe kerk ingezegend.

## Gebouw
Het betreft een georiënteerde driebeukige kruiskerk met ingebouwde westtoren. De toren is geheel in kalkzandsteen uitgevoerd. Schip en koor van de kerk zijn in baksteen uitgevoerd in neogotische stijl.
De kerk wordt omringd door een kerkhof.

## Interieur
Het interieur wordt overkluisd door een kruisribgewelf en het driezijdig afgesloten koor door een straalribgewelf.
Het kerkmeubilair is overwegend 19e-eeuws. Boven het hoofdaltaar bevindt zich een 18e-eeuws gepolychromeerd houten Mariabeeld. Het noordelijk zijaltaar is aan Onze-Lieve-Vrouw gewijd, het zuidelijk zijaltaar aan Sint-Nicolaas. Het orgel, toegeschreven aan Nou, is uit de 2e helft van de 18e eeuw. Het hardstenen doopvont is van omstreeks 1700.